# Ilha de Siberut
Siberut é a maior e mais setentrional das Ilhas Mentawai, na costa ocidental de Sumatra, Indonésia. Sua área é de 3.829,48 km² e a população, de acordo com o censo de 2020, era de 35.332 habitantes, tornando-a a maior e mais populosa das Ilhas Mentawai. As duas maiores cidades da ilha são Muara Siberut e Maileppet.
A ilha é coberta por floresta tropical, embora a maior parte dela tenha sido devastada por desflorestamento e madeireiras. A parte ocidental da ilha foi designada Parque Nacional de Siberut em 1993, com uma área de 1.905 km².

## Geografia
Siberut faz parte das Ilhas Mentawai, que são um arquipélago de aproximadamente 70 ilhas e ilhotas. A ilha está localizada a cerca de 150 km a oeste de Sumatra, no Oceano Índico. É caracterizada por uma topografia montanhosa, com elevações que atingem cerca de 300 metros acima do nível do mar. A costa é pontilhada por praias de areia branca, manguezais e recifes de coral.
A ilha possui um clima tropical, com altas temperaturas e umidade ao longo do ano. Há uma estação chuvosa pronunciada de outubro a março e uma estação seca de abril a setembro, embora as chuvas possam ocorrer durante todo o ano.

## História
Os primeiros habitantes de Siberut, o povo Mentawai, são acreditados terem migrado da Ásia continental há milhares de anos, vivendo em relativo isolamento por milênios. A cultura Mentawai é conhecida por sua forte conexão com a natureza e por um sistema de crenças animistas.
No século XX, a ilha começou a ser impactada por influências externas. Missionários e madeireiros chegaram, levando à introdução de novas religiões e práticas econômicas que alteraram o modo de vida tradicional dos Mentawai. Em 1993, o Parque Nacional de Siberut foi estabelecido para proteger a biodiversidade e os ecossistemas remanescentes da ilha.
Em 2004, Siberut foi afetada pelo Sismo e tsunami do Oceano Índico de 2004, que causou danos significativos em algumas áreas costeiras.

## Flora e Fauna
Siberut é um hotspot de biodiversidade e abriga uma rica variedade de espécies de flora e fauna, muitas das quais são endêmicas das Ilhas Mentawai. A floresta tropical densa é o habitat principal para essas espécies.
Entre os mamíferos, quatro espécies de primatas são endêmicas de Siberut e das Ilhas Mentawai: o macaco-das-mentawai (Macaca pagensis), o gibão-das-mentawai (Hylobates klossii), o langur-pigmeu-das-mentawai (Presbytis potenziani) e o símio-de-cauda-de-porco (Simias concolor). Outros mamíferos incluem o javali-de-sumatra (Sus scrofa vittatus) e o rato-arborícola-de-mentawai (Chiropodomys karlkoopmani).
A ilha também possui uma diversidade de aves, répteis e anfíbios, com muitas espécies únicas encontradas apenas neste arquipélago.

## Demografia
A população de Siberut era de 35.332 habitantes no censo de 2020, o que resulta em uma densidade populacional de aproximadamente 9,23 habitantes por km². A maioria da população pertence à etnia Mentawai, que mantém muitas de suas tradições e costumes antigos.
A principal cidade e centro administrativo de Siberut é Muara Siberut, localizada na costa sudeste da ilha. Outras comunidades menores estão espalhadas pela ilha.

## Administração
Siberut faz parte da província de Sumatra Ocidental e está incluída na regência das Ilhas Mentawai (Kabupaten Kepulauan Mentawai).

## Transportes
O transporte para Siberut é feito principalmente por barco a partir de Padangue, a capital da província de Sumatra Ocidental. Existem serviços de balsa regulares e barcos rápidos que conectam a ilha ao continente. Dentro da ilha, o transporte é limitado, com trilhas a pé e alguns barcos para navegar pelos rios.